# Grace Slick
Grace Barnett Wing, mais conhecida como Grace Slick (Evanston, 30 de outubro de 1939), é uma cantora e compositora estadunidense, conhecida por ter sido vocalista da banda de rock psicodélico Jefferson Airplane e por sua participação nas encarnações posteriores da banda, Jefferson Starship e Starship, além de seu trabalho solo. Slick é considerada uma das mais importantes personalidades a levar o rock psicodélico à mídia.
Ela foi adicionada ao Hall da Fama do Rock and Roll em 1996, como integrante do Jefferson Airplane.

## Biografia
Grace Slick nasceu Evanston, região de Chicago, filha de Ivan W. Wing e sua esposa Virginia Barnett. Ela estudou em um colégio somente para garotas em Palo Alto, Califórnia, próximo a São Francisco, e após graduação estudou em Nova Iorque entre 1956 e 1958 e na Universidade de Miami entre 1957 e 1959. antes de entrar no mundo da música, exerceu a atividade de modelo por um curto período no início da década de 1960.
Ela manteve amizade com Janis Joplin no início de sua carreira musical, durando até o falecimento de Joplin por overdose em 4 de outubro de 1970. Ela também tinha contatos com Jerry Garcia, do The Grateful Dead.
Slick casou-se duas vezes, com o cineasta Gerald "Jerry" Slick e com Skip Johnson, que auxiliava o Jefferson Starship. Ela possui uma filha, China Wing Kantner, nascida em 1971. China é filha do ex-guitarrista do Jefferson Airplane Paul Kantner, que relacionou-se com Grace entre 1969 e 1975.
Durante sua carreira, foi integrante de diversas bandas estadunidenses de rock, como The Great Society, Jefferson Airplane e as encarnações posteriores do Airplane: Jefferson Starship e Starship. Tanto a The Great Society quanto o Jefferson Airplane eram de São Francisco, e a transição entre uma banda e outra ocorreu após a saída de Signe Toly Anderson do Airplane. Canções notáveis que ela gravou nessa época incluem "White Rabbit", "Somebody to Love", "We Built This City", "Lather" e "Nothing's Gonna Stop Us Now". As canções "Somebody to Love" e "White Rabbit" aparecem na lista das 500 melhores canções de todos os tempos promovida pela revista Rolling Stone. Em contrapartida, em novembro de 2007, a canção "We Built this City" foi escolhida como a pior de todos os tempos pela revista de rock americana Blender. Grace lançou também alguns álbuns solo, incluindo Manhole, Dreams, Software e Welcome to the Wrecking Ball.
Assim como a contemporânea Janis Joplin, Slick foi uma figura importante no desenvolvimento do rock no final da década de 1960. Seu estilo ímpar exerceu influência em outras artistas como Sandy Denny e Dolores O'Riordan. Assim como Joplin, seu estilo sem compromisso e sua voz ajudaram abriram portas para mais artistas mulheres no mundo do rock, até então dominado por homens.
Slick e Tricia Nixon, filha do ex-presidente dos Estados Unidos Richard Nixon eram alunas do mesmo colégio. Por esse contato, junto com os outros alunos foi convidada para uma festa na Casa Branca em 1969. Ela convidou o ativista político Abbie Hoffman para acompanhá-la, e planejou colocar LSD no chá do presidente Nixon. Entretanto, o plano falhou após ela ter sido proibida até mesmo de entrar na Casa Branca.
Em 1971, Grace foi multada após bater seu carro em um muro enquanto disputava corrida com Jorma Kaukonen. Ela sofreu somente ferimentos leves, e usou o incidente como base da canção "Never Argue with a German if You're Tired or European Song", do álbum Bark (1971).
O problema de alcoolismo de Slick tornou-se um problema para o Jefferson Starship, o que levou a duas noites desastrosas em concertos na Alemanha em 1978. Na primeira noite os fãs se revoltaram por Slick não ter conseguido se apresentar. Na noite seguinte, completamente embriagada, Slick chocou a audiência profanando e fazendo referências sexuais na maioria de suas canções. Ela ainda lembrou o público que seu país havia perdido a Segunda Guerra Mundial, perguntando repetidamente "Quem ganhou a guerra?", responsabilizando todos os alemães pelas atrocidades da guerra. Ela deixou a banda no dia seguinte, comentando publicamente seu problema com o álcool e com o uso de LSD.
Após participação no Starship, deixou a banda em 1988 aos 48 anos. Seguido de uma breve reunião do Jefferson Airplane no ano seguinte, ela aposentou-se da carreira musical, dedicando-se à pintura. Entretanto, ela participou em "Knock Me Out", uma faixa do álbum In Flight de Linda Perry lançado em 1996, e que apareceu na trilha sonora do filme The Crow: City of Angels.
Grace lançou uma autobiografia em 1998, Grace Slick: Somebody to Love? A Rock and Roll Memoir. Em 2006, a cantora sofreu diverticulite, e após uma cirurgia inicial teve um relapso, o que exigiu nova cirurgia e uma traqueostomia. Ela permaneceu em coma induzido por dois meses e teve que aprender a andar novamente depois.

## Discografia

### Álbuns solo
- Manhole (1973)
- Dreams (1980)
- Welcome to the Wrecking Ball! (1981)
- Software (1984)
- The Best of Grace Slick (2000) (compilação que também incluiu canções das fases no Jefferson Airplane, Jefferson Starship e Starship)